# 広瀬久政
広瀬 久政（ひろせ ひさまさ、1865年3月13日（慶應元年2月16日） - 1939年（昭和14年）9月28日）は、日本の政治家、山梨県の名望家。衆議院議員（3期、立憲政友会）。

## 略歴
甲斐国山梨郡下於曽村（現在の甲州市）に広瀬久光の長男として生まれる。和仏法律学校(現・法政大学)で学び、1889年（明治22年）7月に七里村会議員、東山梨郡会書記、1891年（明治24年）8月に東山梨郡会議員、同会参事会員、1892年（明治25年）1月に山梨県会議員となり、1902年（明治35年）8月に第7回衆議院議員総選挙に出馬し当選する（以後3期連続当選）。
また、甲斐新聞主筆、七里銀行取締役を務める。

## 親族
- 妻　　さと（東八代郡祝村（現在の甲州市）、雨宮彦兵衛の三女）
- 長男 広瀬久忠（厚生大臣、貴族院議員、参議院議員）
- 長女 内藤文子（中巨摩郡常永村（現在の中巨摩郡昭和町）、内藤章（東京商科大学教授）と結婚）
- 二男 網野善右衛門（東八代郡錦村（現在の笛吹市）、母親の兄弟である先代網野善右衛門（大地主、山梨県多額納税者）の長男で義叔父にあたる網野善一の長女幸枝と結婚、同人の婿養子となり勝丸から善右衛門に改名。網野善彦の父）
- 二女 大村静子（東山梨郡加納岩村（現在の山梨市）、大村啓太郎（横浜正金銀行勤務）と結婚）
- 三男 名取忠彦（甲府市山田町、名取忠愛の次女淑子と結婚、同人の婿養子となり繁から忠彦に改名。（山梨中央銀行頭取））
- 四男 川村茂久（東京府、三井物産取締役 川村貞次郎の長女可染と結婚、同人の養子となる。（外交官、甲府市長））
- 三女 雨宮梅子（東八代郡祝村（現在の甲州市）、雨宮義郎（東京電燈勤務）と結婚）
- 弟妹に、広瀬貢（七里村長）、雨宮亘、風間久高、 若尾璋八、広瀬為久（衆議院議員）、網野まつの（網野善一妻）、広瀬猛、神戸久誠（神戸挙一の娘婿)